# Croatie aux Jeux olympiques d'été de 2020
La Croatie participe aux Jeux olympiques de 2020 à Tokyo au Japon. Il s'agit de sa 9e participation à des Jeux d'été.
Le Comité international olympique autorise à partir de ces Jeux à ce que les délégations présentent deux porte-drapeaux, une femme et un homme, pour la cérémonie d'ouverture. Le tireur sportif Josip Glasnović et la lanceuse de disque Sandra Perković sont nommés par le Comité olympique croate le 16 juin 2021.

## Médaillés
| Sport     | Discipline                 | Athlète(s)                      | Performance                           | Date       |
| --------- | -------------------------- | ------------------------------- | ------------------------------------- | ---------- |
| Taekwondo | Moins de 67 kg femmes      | Matea Jelić                     | Lauren Williams Victoire 25-22        | 26 juillet |
| Aviron    | Deux sans barreur masculin | Martin Sinković Valent Sinković | 6 min 15 s 29                         | 29 juillet |
| Tennis    | Double messieurs           | Mate Pavić Nikola Mektić        | Čilić / Dodig Victoire 6-4, 3-6, 10-6 | 30 juillet |

| Sport       | Discipline        | Athlète(s)             | Performance                           | Date       |
| ----------- | ----------------- | ---------------------- | ------------------------------------- | ---------- |
| Tennis      | Double messieurs  | Marin Čilić Ivan Dodig | Pavić / Mektić Défaite 4-6, 6-3, 6-10 | 30 juillet |
| Voile       | Laser hommes      | Tonči Stipanović       | 82 points                             | 1er août   |
| Gymnastique | Barre fixe hommes | Tin Srbić              | 14,900 points                         | 3 août     |

| Sport     | Discipline            | Athlète(s)   | Performance                      | Date       |
| --------- | --------------------- | ------------ | -------------------------------- | ---------- |
| Taekwondo | Moins de 80 kg hommes | Toni Kanaet  | Nikita Rafalovich Victoire 24-18 | 26 juillet |
| Aviron    | Skiff masculin        | Damir Martin | 6 min 42 s 58                    | 30 juillet |

| Sport       |   |   |   | Total |
| ----------- | - | - | - | ----- |
| Aviron      | 1 | 0 | 1 | 2     |
| Gymnastique | 0 | 1 | 0 | 1     |
| Taekwondo   | 1 | 0 | 1 | 2     |
| Tennis      | 1 | 1 | 0 | 2     |
| Voile       | 0 | 1 | 0 | 1     |
| Total       | 3 | 3 | 2 | 8     |

| Jour       |   |   |   | Total |
| ---------- | - | - | - | ----- |
| 26 juillet | 1 | 0 | 1 | 2     |
| 29 juillet | 1 | 0 | 0 | 1     |
| 30 juillet | 1 | 1 | 1 | 3     |
| 1er août   | 0 | 1 | 0 | 1     |
| 3 août     | 0 | 1 | 0 | 1     |
| Total      | 3 | 3 | 2 | 8     |

| Sexe   |   |   |   | Total |
| ------ | - | - | - | ----- |
| Femmes | 1 | 0 | 0 | 1     |
| Hommes | 2 | 3 | 2 | 7     |
| Total  | 3 | 3 | 2 | 8     |

## Athlètes engagés
| Sport           | Hommes | Femmes | Total |
| --------------- | ------ | ------ | ----- |
| Athlétisme      | 1      | 6      | 7     |
| Aviron          | 3      | 0      | 3     |
| Boxe            | 1      | 1      | 2     |
| Canoë-kayak     | 1      | 2      | 3     |
| Cyclisme        | 1      | 0      | 1     |
| Gymnastique     | 1      | 1      | 2     |
| Judo            | 0      | 3      | 3     |
| Karaté          | 1      | 0      | 1     |
| Lutte           | 2      | 0      | 2     |
| Natation        | 1      | 1      | 2     |
| Taekwondo       | 2      | 2      | 4     |
| Tennis          | 4      | 2      | 6     |
| Tennis de table | 3      | 0      | 3     |
| Tir             | 3      | 1      | 4     |
| Voile           | 3      | 1      | 4     |
| Water-polo      | 13     | 0      | 13    |
| Total           | 40     | 20     | 60    |

## Résultats

### Athlétisme
| Athlète             | Épreuve          | Finale          | Finale |
| Athlète             | Épreuve          | Temps           | Rang   |
| ------------------- | ---------------- | --------------- | ------ |
| Bojana Bjeljac      | Marathon féminin | 2 h 39 min 32 s | 53e    |
| Matea Parlov Koštro | Marathon féminin | 2 h 33 min 18 s | 21e    |

| Athlète          | Épreuve                   | Qualification | Qualification | Finale      | Finale   |
| Athlète          | Épreuve                   | Performance   | Rang          | Performance | Rang     |
| ---------------- | ------------------------- | ------------- | ------------- | ----------- | -------- |
| Filip Mihaljević | Lancer du poids masculin  | 20,67 m       | 15e           | Éliminé     | Éliminé  |
| Ana Šimić        | Saut en hauteur féminin   | 1,86 m        | 25e           | Éliminée    | Éliminée |
| Sandra Perković  | Lancer du disque féminin  | 63,75 m       | 3e            | 65,01 m     | 4e       |
| Marija Tolj      | Lancer du disque féminin  | 61,48 m       | 13e           | Éliminée    | Éliminée |
| Sara Kolak       | Lancer du javelot féminin | NM            | -             | Éliminée    | Éliminée |

### Aviron
| Athlète                         | Compétition       | Série         | Série | Repêchages | Repêchages | Quarts de finale | Quarts de finale | Demi-finale                   | Demi-finale | Finale                 | Finale                              |
| Athlète                         | Compétition       | Temps         | Rang  | Temps      | Rang       | Temps            | Rang             | Temps                         | Rang        | Temps                  | Rang                                |
| ------------------------------- | ----------------- | ------------- | ----- | ---------- | ---------- | ---------------- | ---------------- | ----------------------------- | ----------- | ---------------------- | ----------------------------------- |
| Damir Martin                    | Skiff             | 7 min 9 s 17  | 1er   | Exempté    | Exempté    | 7 min 17 s 71    | 1er              | Demi-finale A/B 6 min 45 s 27 | 2e          | Finale A 6 min 42 s 58 | Médaille de bronze, Jeux olympiques |
| Martin Sinković Valent Sinković | Deux sans barreur | 6 min 32 s 41 | 1er   | Exemptés   | Exemptés   | Non disputé      | Non disputé      | Demi-finale A 6 min 15 s 63   | 1er         | Finale A 6 min 15 s 29 | Médaille d'or, Jeux olympiques      |

### Boxe
| Athlète        | Catégorie                 | 1/16e de finale         | 1/8e de finale      | Quart de finale     | Demi-finale         | Finale              | Rang     |
| Athlète        | Catégorie                 | Adversaire Résultat     | Adversaire Résultat | Adversaire Résultat | Adversaire Résultat | Adversaire Résultat | Rang     |
| -------------- | ------------------------- | ----------------------- | ------------------- | ------------------- | ------------------- | ------------------- | -------- |
| Luka Plantić   | Mi-lourds hommes (-81 kg) | Al-Hindawi Victoire 3-2 | Romero Défaite 1-4  | Éliminé             | Éliminé             | Éliminé             | Éliminé  |
| Nikolina Čačić | Plumes femmes (-57 kg)    | Ramirez Victoire 5-0    | Veyre Défaite 0-5   | Éliminée            | Éliminée            | Éliminée            | Éliminée |

### Canoë-kayak
| Athlète               | Compétition     | Série          | Série | Quarts de finale | Quarts de finale | Demi-finale | Demi-finale | Finale Finale B Finale C | Finale Finale B Finale C |
| Athlète               | Compétition     | Temps          | Rang  | Temps            | Rang             | Temps       | Rang        | Temps                    | Rang                     |
| --------------------- | --------------- | -------------- | ----- | ---------------- | ---------------- | ----------- | ----------- | ------------------------ | ------------------------ |
| Vanesa Tot            | C1 200 m femmes | 49 s 280       | 6e    | 48 s 375         | 5e               | Éliminée    | Éliminée    | Éliminée                 | Éliminée                 |
| Anamaria Govorčinović | K1 200 m femmes | 42 s 901       | 3e    | 43 s 307         | 3e               | Éliminée    | Éliminée    | Éliminée                 | Éliminée                 |
| Anamaria Govorčinović | K1 500 m femmes | 1 min 52 s 015 | 5e    | 1 min 53 s 967   | 4e               | Éliminée    | Éliminée    | Éliminée                 | Éliminée                 |

| Athlète        | Compétition  | Série    | Série | Série    | Série | Série    | Série | Demi-finale | Demi-finale | Finale  | Finale  |
| Athlète        | Compétition  | Run 1    | Rang  | Run 2    | Rang  | Meilleur | Rang  | Temps       | Rang        | Temps   | Rang    |
| -------------- | ------------ | -------- | ----- | -------- | ----- | -------- | ----- | ----------- | ----------- | ------- | ------- |
| Matija Marinić | C-1 masculin | 100 s 33 | 5e    | 101 s 66 | 5e    | 100 s 33 | 5e    | 109 s 94    | 11e         | Éliminé | Éliminé |

### Cyclisme sur route
| Athlète     | Compétition     | Temps   | Rang    |
| ----------- | --------------- | ------- | ------- |
| Josip Rumac | Course en ligne | Abandon | Abandon |

### Gymnastique artistique
| Athlète   | Compétition | Qualifications | Qualifications | Qualifications | Qualifications | Qualifications    | Qualifications | Qualifications | Qualifications | Finale   | Finale         | Finale   | Finale   | Finale            | Finale     | Finale | Finale                             |
| Athlète   | Compétition | Appareil       | Appareil       | Appareil       | Appareil       | Appareil          | Appareil       | Total          | Rang           | Appareil | Appareil       | Appareil | Appareil | Appareil          | Appareil   | Total  | Rang                               |
| Athlète   | Compétition | Sol            | Cheval d'arçon | Anneaux        | Saut           | Barres parallèles | Barre fixe     | Total          | Rang           | Sol      | Cheval d'arçon | Anneaux  | Saut     | Barres parallèles | Barre fixe | Total  | Rang                               |
| --------- | ----------- | -------------- | -------------- | -------------- | -------------- | ----------------- | -------------- | -------------- | -------------- | -------- | -------------- | -------- | -------- | ----------------- | ---------- | ------ | ---------------------------------- |
| Tin Srbić | Barre fixe  | -              | -              | -              | -              | -                 | 14,633         | 14,633         | 3e             | -        | -              | -        | -        | -                 | 14,900     | 14,900 | Médaille d'argent, Jeux olympiques |

| Athlète   | Compétition | Qualifications | Qualifications      | Qualifications | Qualifications | Qualifications | Qualifications | Finale   | Finale              | Finale   | Finale   | Finale   | Finale   |
| Athlète   | Compétition | Appareil       | Appareil            | Appareil       | Appareil       | Total          | Rang           | Appareil | Appareil            | Appareil | Appareil | Total    | Rang     |
| Athlète   | Compétition | Saut           | Barres asymétriques | Poutre         | Sol            | Total          | Rang           | Saut     | Barres asymétriques | Poutre   | Sol      | Total    | Rang     |
| --------- | ----------- | -------------- | ------------------- | -------------- | -------------- | -------------- | -------------- | -------- | ------------------- | -------- | -------- | -------- | -------- |
| Ana Đerek | Poutre      | -              | -                   | 11,633         | -              | 11,633         | 74e            | Éliminée | Éliminée            | Éliminée | Éliminée | Éliminée | Éliminée |
| Ana Đerek | Sol         | -              | -                   | -              | 12,433         | 12,433         | 58e            | Éliminée | Éliminée            | Éliminée | Éliminée | Éliminée | Éliminée |

### Judo
| Barbara Matić | Moins de 70 kg | EXemptée                  | Timo Victoire 10-00      | Polleres Défaite 00-01 | Non qualifiée | Bellandi Victoire 10-00 | Taimazova Défaite 00-01 | 5e       |          |          |          |          |          |          |          |          |          |          |          |          |          |          |          |          |          |          |          |          |          |          |          |          |          |          |          |          |          |          |          |          |          |          |          |          |          |          |          |          |          |          |          |          |          |          |          |          |          |          |          |
| Karla Prodan  | Moins de 78 kg | Peković Victoire 01-00    | Antomarchi Défaite 00-01 | Éliminée               | Éliminée      | Éliminée                | Éliminée                | Éliminée | Éliminée | Éliminée | Éliminée | Éliminée | Éliminée | Éliminée | Éliminée | Éliminée | Éliminée | Éliminée | Éliminée | Éliminée | Éliminée | Éliminée | Éliminée | Éliminée | Éliminée | Éliminée | Éliminée | Éliminée | Éliminée | Éliminée | Éliminée | Éliminée | Éliminée | Éliminée | Éliminée | Éliminée | Éliminée | Éliminée | Éliminée | Éliminée | Éliminée | Éliminée | Éliminée | Éliminée | Éliminée | Éliminée | Éliminée | Éliminée | Éliminée | Éliminée | Éliminée | Éliminée | Éliminée | Éliminée | Éliminée | Éliminée | Éliminée | Éliminée | Éliminée |
| Ivana Maranić | Plus de 78 kg  | Jablonskytė Défaite 00-11 | Éliminée                 | Éliminée               | Éliminée      | Éliminée                | Éliminée                | Éliminée |          |          |          |          |          |          |          |          |          |          |          |          |          |          |          |          |          |          |          |          |          |          |          |          |          |          |          |          |          |          |          |          |          |          |          |          |          |          |          |          |          |          |          |          |          |          |          |          |          |          |          |

### Karaté
| Athlète     | Compétition          | Tour de qualification | Tour de qualification | Tour de qualification | Tour de qualification | Tour de qualification | Demi-finale         | Finale              | Rang    |
| Athlète     | Compétition          | Match 1               | Match 2               | Match 3               | Match 4               | Place                 | Demi-finale         | Finale              | Rang    |
| Athlète     | Compétition          | Adversaire Résultat   | Adversaire Résultat   | Adversaire Résultat   | Adversaire Résultat   | Place                 | Adversaire Résultat | Adversaire Résultat | Rang    |
| ----------- | -------------------- | --------------------- | --------------------- | --------------------- | --------------------- | --------------------- | ------------------- | ------------------- | ------- |
| Ivan Kvesić | Plus de 75 kg hommes | Hamedi Victoire 3-2   | Ganjzadeh Défaite 1-3 | Gaysinsky Défaite 1-4 | Irr Victoire 3-1      | 3e                    | Éliminé             | Éliminé             | Éliminé |

### Lutte
| Athlète        | Compétition | Huitième de finale        | Quart de finale         | Demi-finale          | Repêchage           | Finale 3e place Classement | Rang    |
| Athlète        | Compétition | Adversaire Résultat       | Adversaire Résultat     | Adversaire Résultat  | Adversaire Résultat | Adversaire Résultat        | Rang    |
| -------------- | ----------- | ------------------------- | ----------------------- | -------------------- | ------------------- | -------------------------- | ------- |
| Božo Starčević | 77 kg       | Mnatsakanian Victoire 3-1 | Geraei Défaite 5-5 (DP) | Éliminé              | Éliminé             | Éliminé                    | Éliminé |
| Ivan Huklek    | 87 kg       | Stefanowicz Victoire 5-3  | Assakalov Victoire 4-1  | Beleniuk Défaite 1-7 | -                   | Datunashvili Défaite 1-6   | 5e      |

### Natation
| Athlète         | Épreuve          | Série   | Série | Demi-finale | Demi-finale | Finale  | Finale  |
| Athlète         | Épreuve          | Temps   | Rang  | Temps       | Rang        | Temps   | Rang    |
| --------------- | ---------------- | ------- | ----- | ----------- | ----------- | ------- | ------- |
| Nikola Miljenić | 50 m nage libre  | 22 s 14 | 19e   | Éliminé     | Éliminé     | Éliminé | Éliminé |
| Nikola Miljenić | 100 m nage libre | 49 s 25 | 28e   | Éliminé     | Éliminé     | Éliminé | Éliminé |
| Nikola Miljenić | 100 m papillon   | 52 s 68 | 40e   | Éliminé     | Éliminé     | Éliminé | Éliminé |

| Athlète   | Épreuve         | Série        | Série | Demi-finale | Demi-finale | Finale   | Finale   |
| Athlète   | Épreuve         | Temps        | Rang  | Temps       | Rang        | Temps    | Rang     |
| --------- | --------------- | ------------ | ----- | ----------- | ----------- | -------- | -------- |
| Ema Rajić | 50 m nage libre | 26 s 49      | 45e   | Éliminée    | Éliminée    | Éliminée | Éliminée |
| Ema Rajić | 100 m brasse    | 1 min 10 s 2 | 33e   | Éliminée    | Éliminée    | Éliminée | Éliminée |

### Taekwondo
| Athlète        | Compétition           | Huitièmes de finale     | Quarts de finale       | Demi-finale             | Repêchage               | Finale / MB               | Rang                                |
| Athlète        | Compétition           | Adversaire Résultat     | Adversaire Résultat    | Adversaire Résultat     | Adversaire Résultat     | Adversaire Résultat       | Rang                                |
| -------------- | --------------------- | ----------------------- | ---------------------- | ----------------------- | ----------------------- | ------------------------- | ----------------------------------- |
| Toni Kanaet    | Moins de 80 kg hommes | Martínez Victoire 21-15 | Khramtsov Défaite 0-22 | Non qualifié            | Sawadogo Victoire 30-10 | Rafalovich Victoire 24-18 | Médaille de bronze, Jeux olympiques |
| Ivan Šapina    | Plus de 80 kg hommes  | Sansores Victoire 6-4   | Sun Défaite 6-8        | Éliminé                 | Éliminé                 | Éliminé                   | Éliminé                             |
| Kristina Tomić | Moins de 49 kg femmes | Ramírez Défaite 5-25    | Éliminé                | Éliminé                 | Éliminé                 | Éliminé                   | Éliminé                             |
| Matea Jelić    | Moins de 67 kg femmes | Lee Victoire 22-2       | Titoneli Victoire 30-9 | McPherson Victoire 15-4 | -                       | Williams Victoire 25-22   | Médaille d'or, Jeux olympiques      |

### Tennis
| Athlète                  | Épreuve          | 1/32e de finale                  | 1/16e de finale                     | 1/8e de finale                                 | Quarts de finale                            | Demi-finale                           | Finale / MB                           | Rang                               |
| Athlète                  | Épreuve          | Adversaire Résultat              | Adversaire Résultat                 | Adversaire Résultat                            | Adversaire Résultat                         | Adversaire Résultat                   | Adversaire Résultat                   | Rang                               |
| ------------------------ | ---------------- | -------------------------------- | ----------------------------------- | ---------------------------------------------- | ------------------------------------------- | ------------------------------------- | ------------------------------------- | ---------------------------------- |
| Marin Čilić              | Simple messieurs | Menezes Victoire 6-75, 7-5, 7-67 | Carreño Busta Défaite 7-5, 4-6, 4-6 | Éliminé                                        | Éliminé                                     | Éliminé                               | Éliminé                               | Éliminé                            |
| Marin Čilić Ivan Dodig   | Double messieurs | Non disputé                      | Daniel / Nishioka Victoire 6-2, 6-4 | Ram / Tiafoe Victoire 6-3, 7-5                 | Murray / Salisbury Victoire 4-6, 7-62, 10-7 | Daniell / Venus Victoire 6-2, 6-2     | Mektić / Pavić Défaite 4-6, 6-3, 6-10 | Médaille d'argent, Jeux olympiques |
| Nikola Mektić Mate Pavić | Double messieurs | Non disputé                      | Demoliner / Melo Victoire 7-66, 6-4 | Musetti / Sonego Victoire 7-5, 6-75, 10-7      | McLachlan / Nishikori Victoire 6-3, 6-3     | Krajicek / Sandgren Victoire 6-4, 6-4 | Čilić / Dodig Victoire 6-4, 3-6, 10-6 | Médaille d'or, Jeux olympiques     |
| Donna Vekić              | Simple dames     | Garcia Victoire 6-2, 6-72, 6-3   | Sabalenka Victoire 6-4, 3-6, 7-63   | Rybakina Défaite 6-73, 4-6                     | Éliminée                                    | Éliminée                              | Éliminée                              | Éliminée                           |
| Darija Jurak Donna Vekić | Double dames     | Non disputé                      | Forfait le 25 juillet               | Forfait le 25 juillet                          | Forfait le 25 juillet                       | Forfait le 25 juillet                 | Forfait le 25 juillet                 | Forfait le 25 juillet              |
| Darija Jurak Ivan Dodig  | Double mixte     | Non disputé                      | Non disputé                         | Pavlyuchenkova / Rublev Défaite 7-5, 4-6, 9-11 | Éliminés                                    | Éliminés                              | Éliminés                              | Éliminés                           |

### Tennis de table
| Athlète(s)                   | Compétition | Tour préliminaire | 1er tour           | 2e tour              | 3e tour          | 4e tour                    | Quarts de finale | Demi-finale      | Finale / MB      | Rang     |
| Athlète(s)                   | Compétition | Adversaire Score  | Adversaire Score   | Adversaire Score     | Adversaire Score | Adversaire Score           | Adversaire Score | Adversaire Score | Adversaire Score | Rang     |
| ---------------------------- | ----------- | ----------------- | ------------------ | -------------------- | ---------------- | -------------------------- | ---------------- | ---------------- | ---------------- | -------- |
| Andrej Gaćina                | Simple      | Exempté           | Fanny Victoire 4-0 | Lebesson Défaite 0-4 | Éliminé          | Éliminé                    | Éliminé          | Éliminé          | Éliminé          | Éliminé  |
| Tomislav Pucar               | Simple      | Exempté           | Exempté            | Tokič Défaite 0-4    | Éliminé          | Éliminé                    | Éliminé          | Éliminé          | Éliminé          | Éliminé  |
| Andrej Gaćina Tomislav Pucar | Par équipes | Non disputé       | Non disputé        | Non disputé          | Non disputé      | Taipei chinois Défaite 0-3 | Éliminés         | Éliminés         | Éliminés         | Éliminés |

### Tir
| Athlète         | Compétition                  | Qualification | Qualification | Finale  | Finale  |
| Athlète         | Compétition                  | Points        | Rang          | Points  | Rang    |
| --------------- | ---------------------------- | ------------- | ------------- | ------- | ------- |
| Petar Gorša     | Carabine à air comprimé 10 m | 626,5         | 16e           | Éliminé | Éliminé |
| Petar Gorša     | Carabine à 50 m 3 positions, | 1 176         | 7e            | 427,2   | 5e      |
| Miran Maričić   | Carabine à air comprimé 10 m | 625,0         | 25e           | Éliminé | Éliminé |
| Miran Maričić   | Carabine à 50 m 3 positions, | 1 178         | 5e            | 416,2   | 6e      |
| Josip Glasnović | Trap,                        | 120           | 22e           | Éliminé | Éliminé |

| Athlète         | Compétition                  | Qualification | Qualification | Finale   | Finale   |
| Athlète         | Compétition                  | Points        | Rang          | Points   | Rang     |
| --------------- | ---------------------------- | ------------- | ------------- | -------- | -------- |
| Snježana Pejčić | Carabine à air comprimé 10 m | 622,6         | 31e           | Éliminée | Éliminée |
| Snježana Pejčić | Carabine à 50 m 3 positions  | 1 169         | 10e           | Éliminée | Éliminée |

| Athlète                     | Compétition                  | Qualification 1 | Qualification 1 | Qualification 2 | Qualification 2 | Finale / 3e place  | Finale / 3e place |
| Athlète                     | Compétition                  | Points          | Rang            | Points          | Rang            | Adversaie Résultat | Rang              |
| --------------------------- | ---------------------------- | --------------- | --------------- | --------------- | --------------- | ------------------ | ----------------- |
| Petar Gorša Snježana Pejčić | Carabine à air comprimé 10 m | 624,2           | 17e             | Éliminés        | Éliminés        | Éliminés           | Éliminés          |

### Voile
| Athlète                      | Compétition         | Régate | Régate | Régate | Régate | Régate | Régate | Régate | Régate | Régate | Régate | Régate      | Régate      | Régate | Total net | Rang final                         |
| Athlète                      | Compétition         | 1      | 2      | 3      | 4      | 5      | 6      | 7      | 8      | 9      | 10     | 11          | 12          | CM     | Total net | Rang final                         |
| ---------------------------- | ------------------- | ------ | ------ | ------ | ------ | ------ | ------ | ------ | ------ | ------ | ------ | ----------- | ----------- | ------ | --------- | ---------------------------------- |
| Mihovil Fantela Šime Fantela | 49er hommes         | 4      | 14     | 8      | 13     | 13     | 6      | 14     | 3      | dsq    | 1      | 10          | 2           | 1      | 106       | 8e                                 |
| Tonči Stipanović             | Laser hommes        | 15     | 6      | 3      | 22     | 13     | 4      | 5      | 11     | 7      | 10     | Non disputé | Non disputé | 8      | 82        | Médaille d'argent, Jeux olympiques |
| Elena Vorobeva               | Laser Radial femmes | 11     | 2      | 13     | 41     | 16     | 14     | 7      | 21     | 18     | 23     | Non disputé | Non disputé | EL     | 126       | 12e                                |

### Water-polo
| Compétition      | Phase de groupe          | Phase de groupe        | Phase de groupe          | Phase de groupe       | Phase de groupe     | Phase de groupe | Quart de finale       | Demi-finale               | Finale / 3e place         | Finale / 3e place |
| Compétition      | Adversaire Score         | Adversaire Score       | Adversaire Score         | Adversaire Score      | Adversaire Score    | Rang            | Adversaire Score      | Adversaire Score          | Adversaire Score          | Rang              |
| ---------------- | ------------------------ | ---------------------- | ------------------------ | --------------------- | ------------------- | --------------- | --------------------- | ------------------------- | ------------------------- | ----------------- |
| Tournoi masculin | Kazakhstan Victoire 23-7 | Australie Défaite 8-11 | Monténégro Victoire 13-8 | Serbie Victoire 14-12 | Espagne Défaite 4-8 | 2e              | Hongrie Défaite 11-15 | Monténégro Victoire 12-10 | États-Unis Victoire 14-11 | 5e                |